# Lago Errázuriz
El lago Errázuriz (en su denominación chilena) o Roca (en su denominación argentina), conocido hasta 2024 como lago Acigami en Argentina, es un cuerpo de agua binacional, ubicado en el sur de la isla Grande de Tierra del Fuego, estando dividido entre las repúblicas de Argentina y Chile.

## Ubicación y descripción
El lago, de origen glaciar, se encuentra en sentido longitudinal noroeste-sureste, entre los cordones montañosos del Guanaco y las Pirámides de la cordillera de los Andes. Su largo es de aproximadamente 11 km, con un ancho promedio de 1,5 km, ubicándose dos tercios de su extensión en territorio chileno. El lago es el resultado de un embalsamiento natural del río Lapataia, producto de una morrena glaciaria.
La parte argentina de su cuenca se encuentra totalmente protegida por el parque nacional Tierra del Fuego. La parte chilena se encuentra totalmente protegida por el parque nacional Yendegaia, formando parte dicho tramo de su provincia de Tierra del Fuego.
Luis Risopatrón describe al lago en su Diccionario Jeográfico de Chile de 1924:
Roca (Lago) 54° 47' 68° 36' Es estenso, se encuentra en la parte S de la isla Grande de la Tierra del Fuego i desagua por un rio de 2 kilómetros de largo, a la bahía de Lapataia; es cruzado por la línea de límites con la Arjentina. 134; i 156; Roca (Lapataia) en 122, p. xxxiv; Acigami o Roca en 72, p. 312; General Roca en 165, p. .375; Lapataia (Acigami) en 56, mapa de Nordenskjold (1897); Acigami en 43, p. 80 mapa de Bove (1883); i Lapataia en 122. p. 6.

## Historia

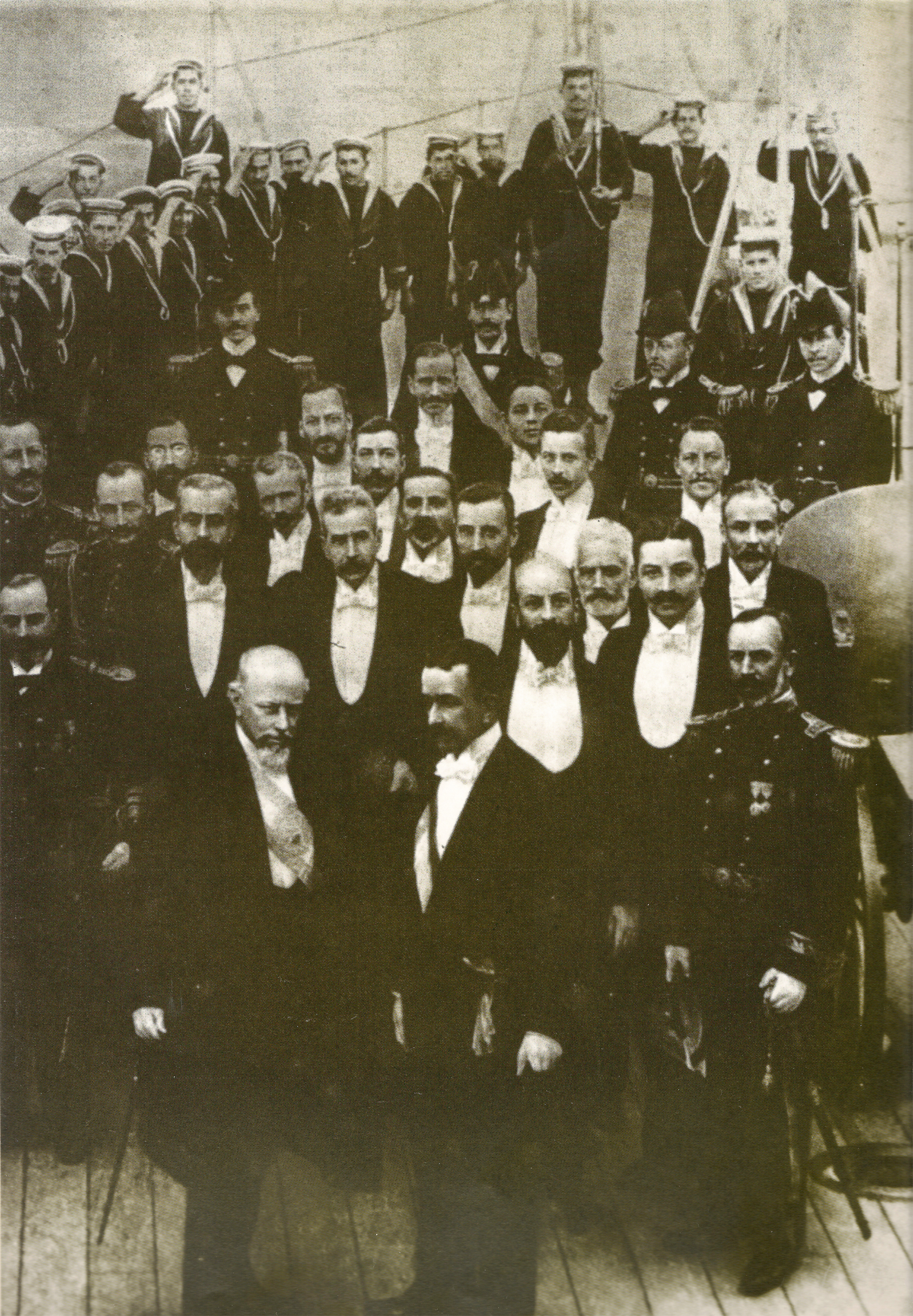
La denominación que cada país hace del lago honra a los presidente Errázuriz y Roca quienes en 1899 protagonizaron el llamado «Abrazo del Estrecho», señal de paz entre sus pueblos tras una serie de conflictos territoriales.

El lago fue conocido inicialmente como Acigami, que en idioma yagán significa «cesto o bolso alargado».
A fines del siglo XIX, tanto Argentina como Chile comenzaron a ejercer su soberanía sobre la isla Grande de Tierra del Fuego, la que se refrendaría con la firma del Tratado de 1881 entre ambos países. En dicho tratado, el lago Acigami quedaría totalmente bajo soberanía chilena; sin embargo, una serie de deficiencias en dicho tratado llevaron a la firma de un protocolo limítrofe aclaratorio en 1893, que modificó la línea divisoria a lo largo de la isla y convirtió el lago oficialmente en binacional.
Ambos países decidieron denominar el lago en honor a los presidentes Julio Argentino Roca y Federico Errázuriz Echaurren, quienes protagonizaron el «Abrazo del Estrecho» el 15 de febrero de 1899 a bordo del crucero O'Higgins, poniendo fin al Litigio de la Puna de Atacama. Así, el lado oriental del lago (bajo soberanía argentina) se denominó «lago Roca» y el occidental (bajo soberanía chilena) como «lago Errázuriz». 
En 2008, la Administración de Parques Nacionales de Argentina decidió restaurar el nombre Acigami a la parte oriental del lago, aunque la orden permitía seguir utilizando también el nombre de «Lago Roca». Esta decisión fue revertida en 2024 por el gobierno de Argentina, que restableció el nombre de «Lago Roca» para dicho cuerpo de agua en su territorio.

## Galería de imágenes

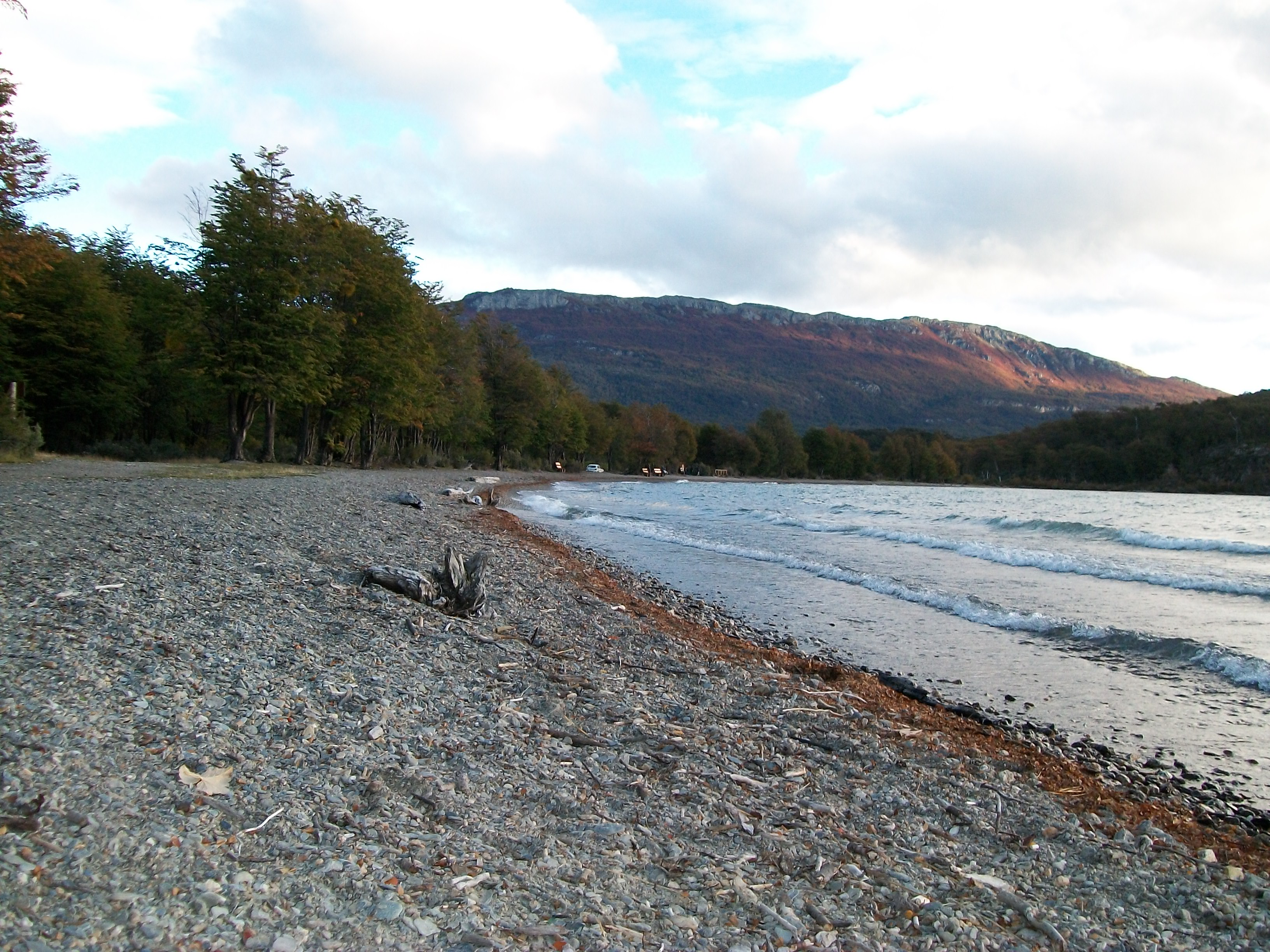
Vista del lago.
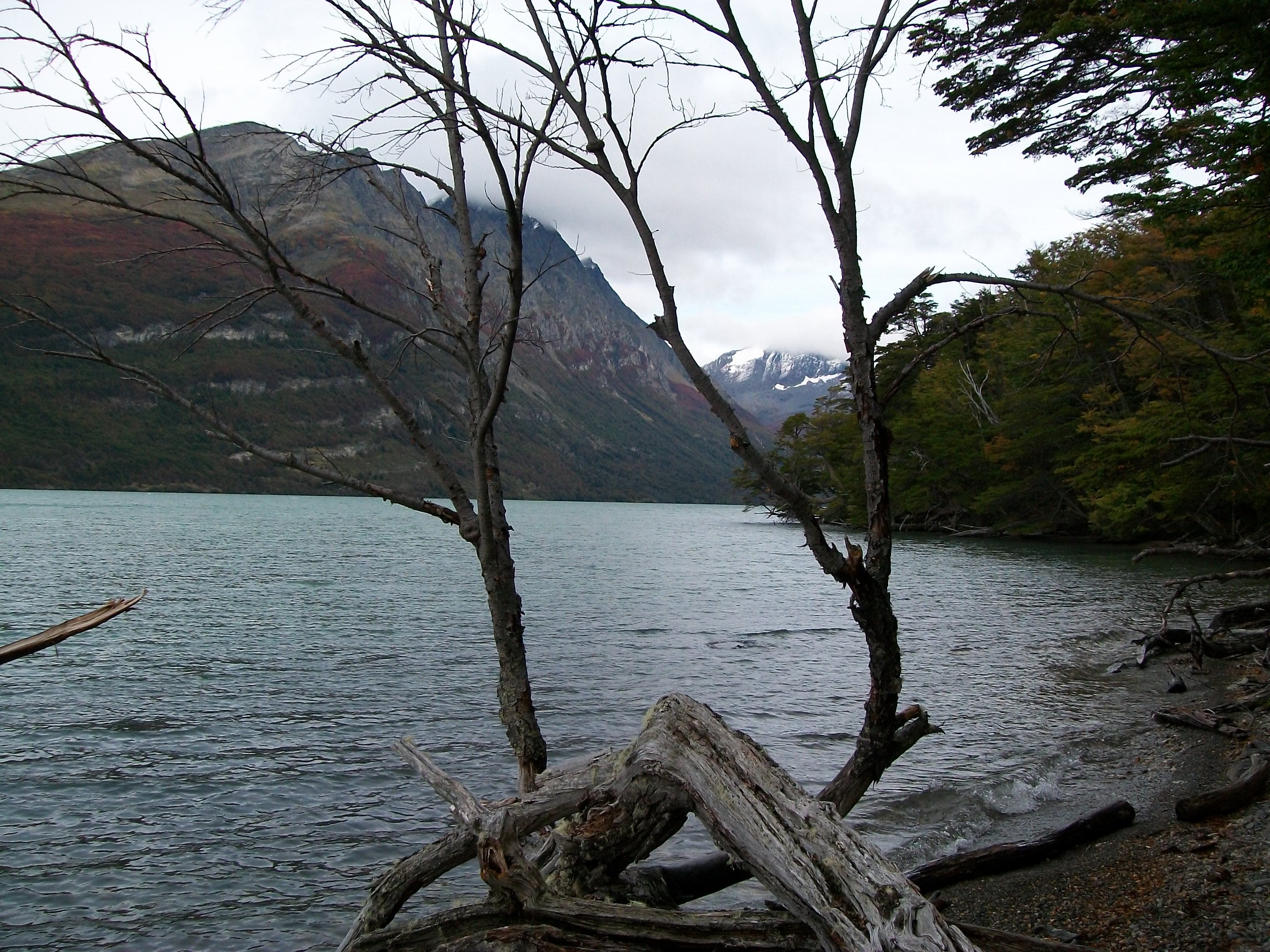
Vista del lago.
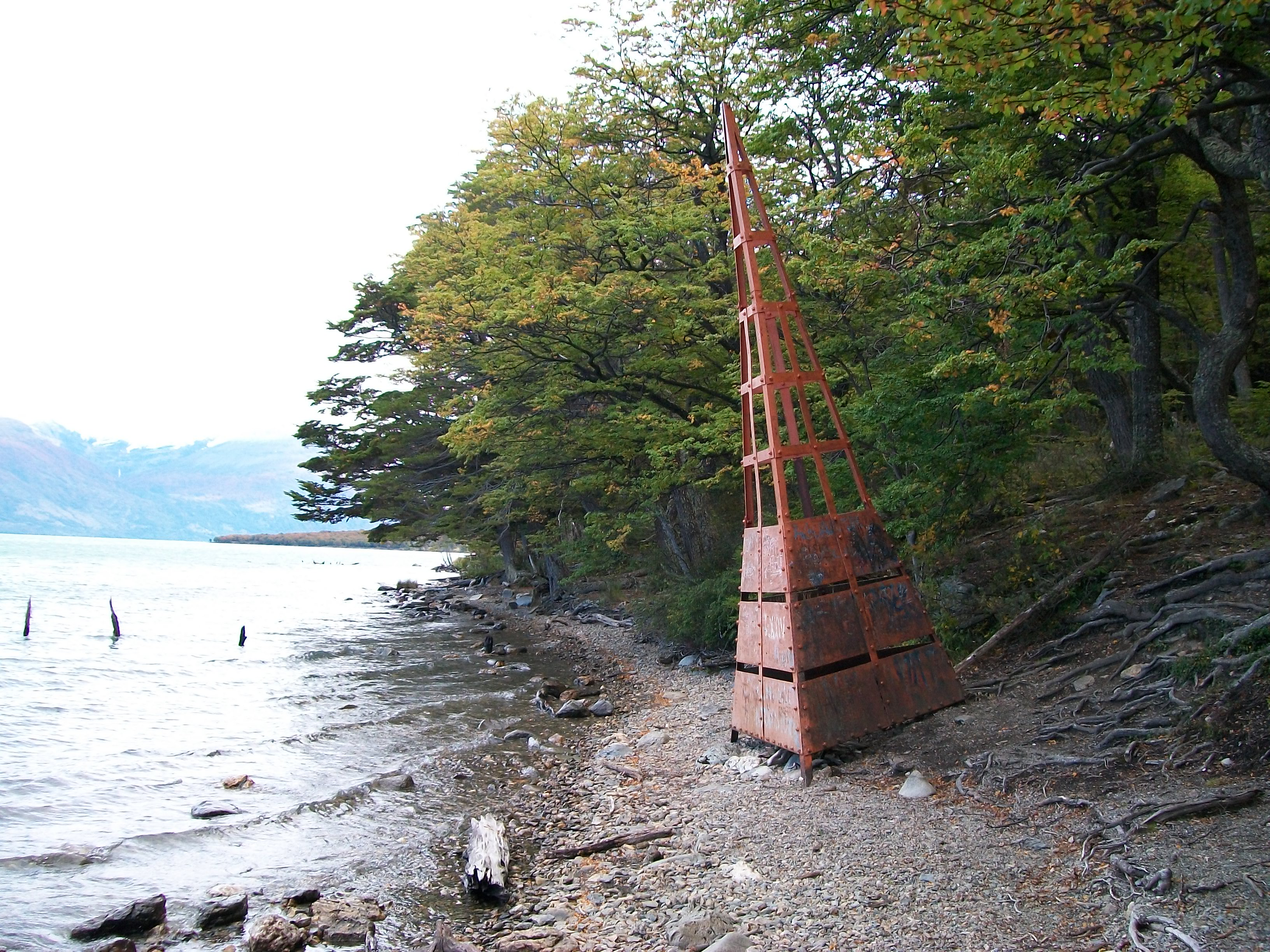
Hito XXIV - Límite con Chile.
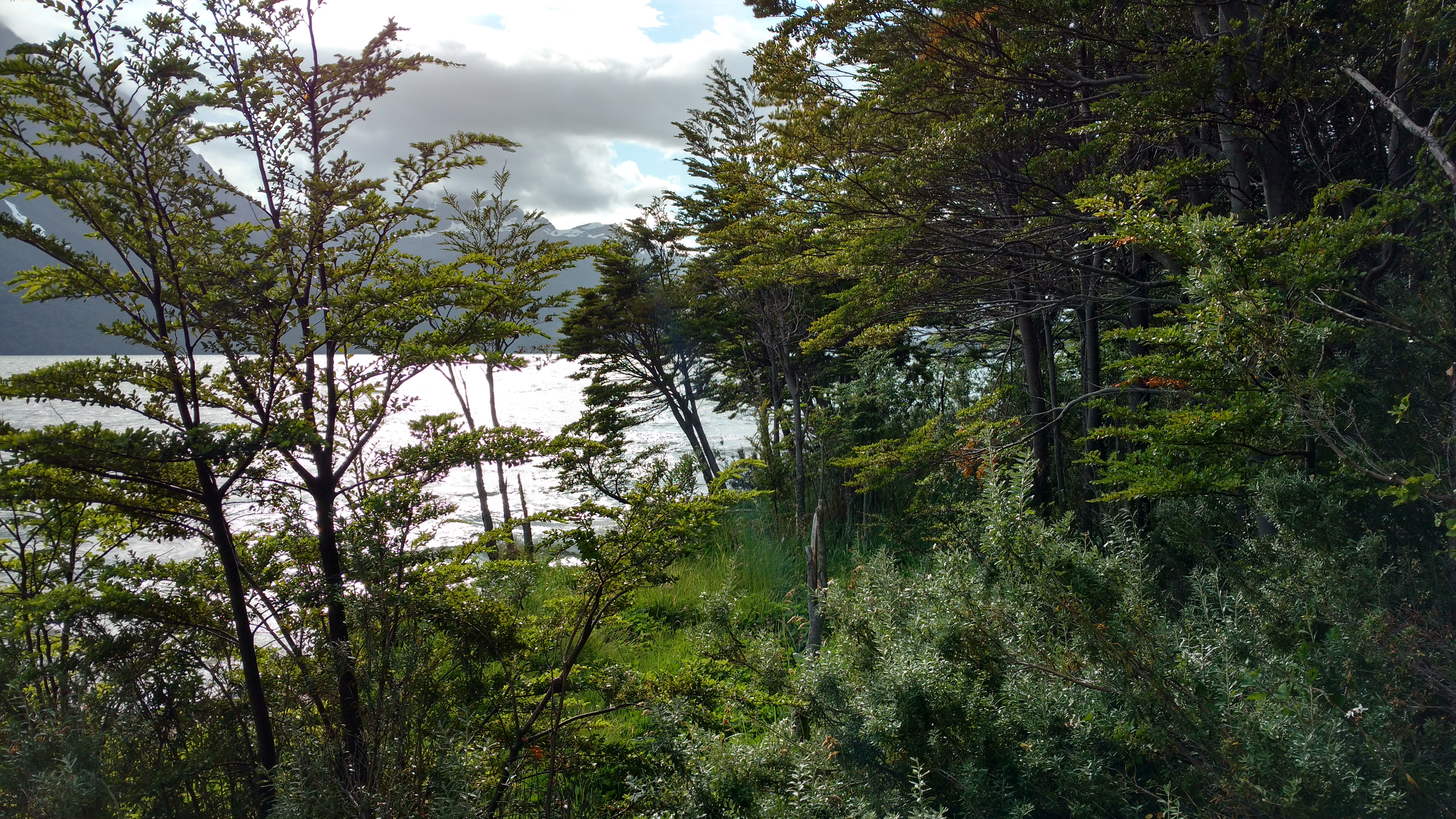
Las costas del lago en su parte chilena.
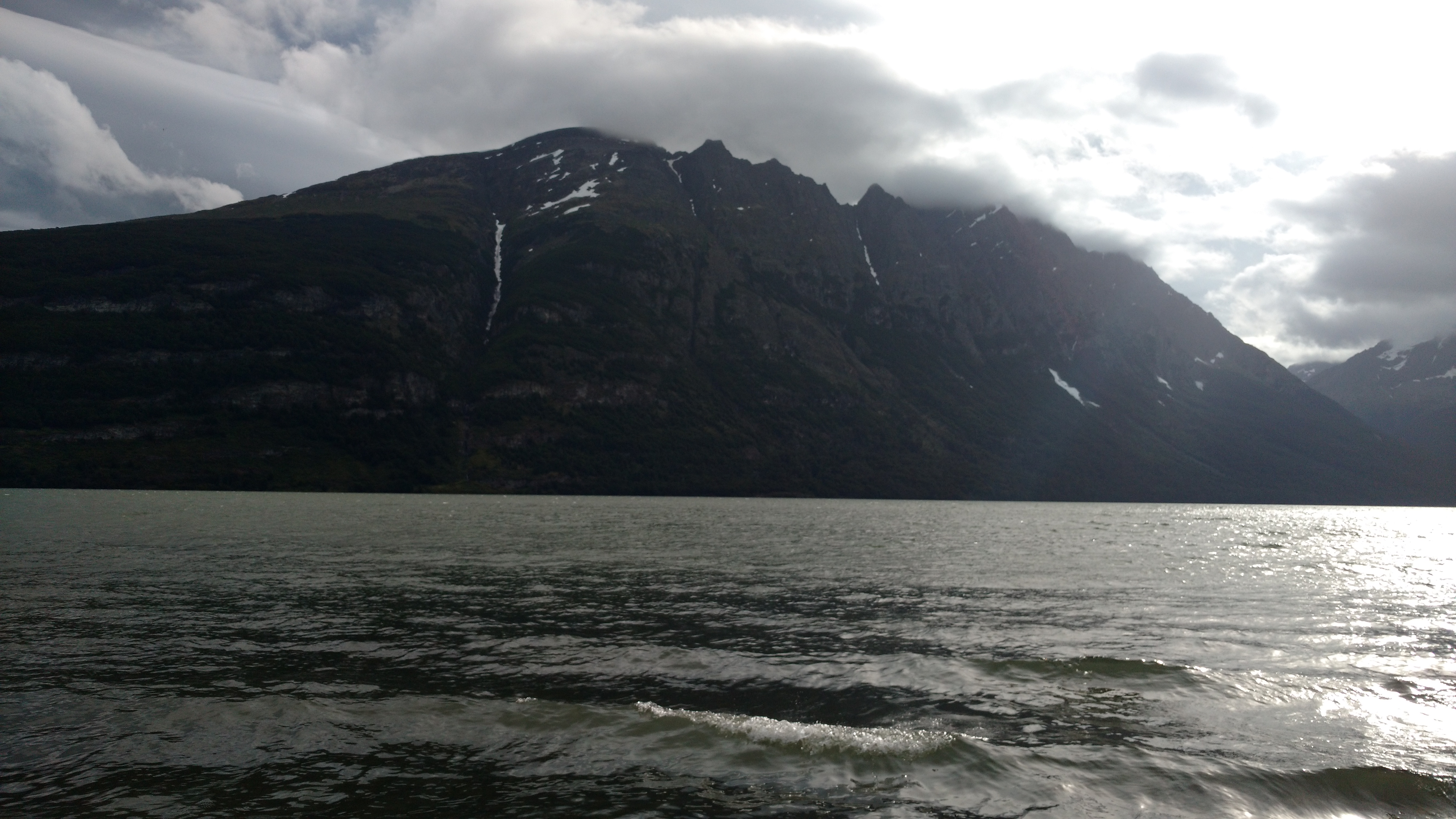
Montañas del Parque Nacional Yendegaia en las costas del lago.